# Sergueï Troubetskoï
Le prince Sergueï Nikolaïevitch Troubetskoï, ou Troubetzkoy (Серге́й Никола́евич Трубецко́й), né le 23 juillet (4 août) 1862 dans le domaine familial d'Akhyrta et mort le 29 septembre (12 octobre) 1905 à Saint-Pétersbourg, est un philosophe russe, père du linguiste Nikolaï Sergueïevitch Troubetskoï (1890-1938).

## Biographie
Le prince Sergueï Troubetskoï descend d'une famille illustre, les Troubetskoï. Son père, le prince Nikolaï Petrovitch Troubetskoï, est le cofondateur du conservatoire de Moscou, et sa mère appartient à la famille des Lopoukhine. L'un de ses frères (son père a eu treize enfants) est le philosophe Evgueni Troubetskoï. Sa jeunesse se passe dans l'hôtel particulier familial de la rue Pokrovka à Moscou et l'été au domaine familial d'Akhyrta à trois verstes du monastère de Khotkov, près de Serguiev Possad. Il entre avec son frère puîné Evgueni au lycée privé Kreimann de Moscou en 1874 et en 1877 au lycée de Kalouga (où son père est vice-gouverneur). En 1881, les frères Troubetskoï s'inscrivent à la faculté de droit de l'université de Moscou, mais Sergueï s'oriente au bout de quelques semaines à la faculté de lettres classiques, tandis qu'Evgueni continue ses études juridiques.
Sergueï Troubetskoï s'intéresse depuis l'âge de seize ans à la philosophie positiviste anglaise et française et lit les quatre tomes de l'Histoire de la nouvelle philosophie de Fischer, mais cela ne le satisfait pas. Il se tourne un moment vers Schopenhauer, puis le jeune homme s'oriente définitivement vers la philosophie religieuse sous l'influence d'une brochure d'Alexeï Khomiakov. À l'université, il se rapproche de la philosophie de son professeur Vladimir Soloviev dont il devient l'ami et à qui il fermera les yeux au château d'Ouzkoïe. Il est diplômé en 1885 et il est intégré à la chaire de philosophie pour se préparer au professorat. Il passe sa thèse magistérielle l'année suivante et enseigne en qualité de privat-dozent à partir de 1888. Il défend sa thèse de doctorat en 1890 qui porte sur La Métaphysique dans la Grèce ancienne et sa thèse de doctorat d'État L'Enseignement du Logos dans son histoire en 1900, à la suite de quoi il est nommé professeur extraordinaire, puis professeur ordinaire en 1904.
Sergueï Troubetskoï donne au long de sa carrière des cours sur la philosophie des Pères de l'Église, l'histoire de la philosophie antique, l'histoire de la philosophie contemporaine, l'histoire de la pensée chrétienne des premiers siècles, la philosophie de Platon et d'Aristote, etc.
Il épouse la princesse Prascovie Vladimirovna Obolenskaïa (1860-1914), le 5 octobre 1887, dont la sœur était déjà l'épouse du demi-frère du prince Sergueï Troubetskoï, le prince Pierre (ru). Il passe l'été 1895 au château familial d'Ouzkoïe (qui appartient à Pierre qui vivait plutôt à Saint-Pétersbourg) avec sa famille, où son cousin, le sculpteur Paolo Troubetskoï, fait une sculpture de ses fils Nicolas et Vladimir.

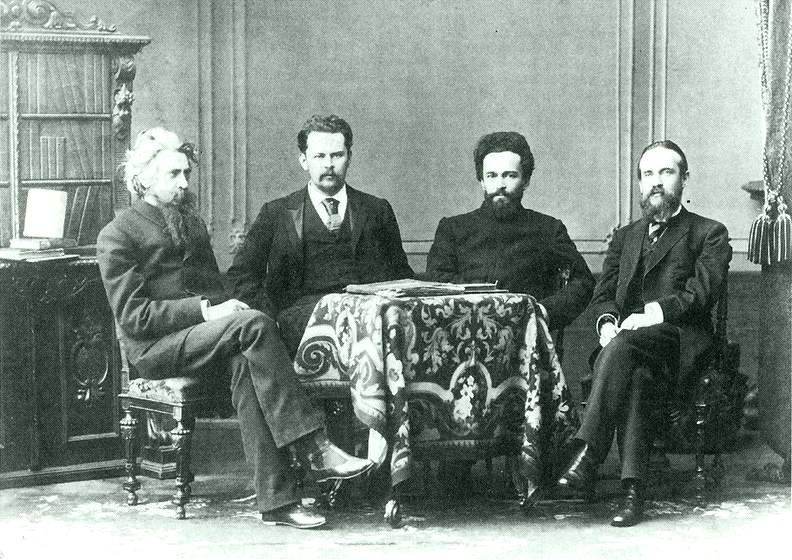
La rédaction des Questions philosophiques et psychologiques: de g. à dr. Vladimir Soloviev, Sergueï Troubetskoï, Nikolaï Grot et Lev Lopatine

En 1902, le prince Sergueï Troubetskoï est gratifié du rang de conseiller d'État. En 1903, il est envoyé à l'étranger. C'est aussi à cette époque qu'il conseille Scriabine dans ses lectures philosophiques. Il reçoit l'ordre du Sauveur de 4e classe de la part du roi des Grecs en 1904.
Il est rédacteur en chef de la revue Questions philosophiques et psychologiques (1900-1905) dont il est le cofondateur avec Vladimir Soloviev. En mai 1905, il participe à la Conférence panrusse des zemstvos qui se tient chez la mécène Margarita Morozova. Il est le premier recteur élu de l'université de Moscou à l'automne 1905, mais il meurt à peine un mois plus tard après une hémorragie cérébrale qui le foudroie alors qu'il se trouve au ministère de l'Instruction publique, tandis que l'université était en proie à des troubles estudiantins dus aux événements de 1905.
Il est enterré au cimetière du monastère Donskoï de Moscou.

## Quelques publications
- (ru) La Métaphysique dans la Grèce antique, 1890
- (ru) L'Enseignement du Logos dans son histoire, 1900
- (ru) Histoire de la philosophie antique, 1906-1908
- (ru) Œuvres complètes du prince S. N. Troubetskoï, 1906-1912

## Source
- (ru) Cet article est partiellement ou en totalité issu de l’article de Wikipédia en russe intitulé « Трубецкой, Сергей Николаевич » (voir la liste des auteurs).